# アンティグア海軍造船所
アンティグア海軍造船所（アンティグアかいぐんぞうせんじょ）は、英連邦王国の一つ、アンティグア・バーブーダのアンティグア島でイギリス海軍の拠点となった造船所跡。城壁で囲まれたジョージアン様式の海軍関連建造物群である。アンティグア・バーブーダ初のユネスコ世界遺産として2016年に登録された。ネルソンズドックヤード国立公園の一部であり、クラレンスハウスとシャーリーハイツもある。

## 概略
1784年から1787年までイギリス海軍の造船所に住んでいたホレーショ・ネルソン提督にちなんで名付けられた。この造船所とその関連施設は、砂糖を求めて西欧諸国が東カリブ海の支配をめぐって競い合っていた時代に、サトウキビ農園主たちの利益を守る目的で建設された。高地に囲まれ、深く狭い入り江をもつアンティグア島の南岸の自然環境は、ハリケーンからの避難所として、あるいは船を修理する場所として理想的だった。イギリス海軍による造船所の建設は、18世紀末以来の数世代にわたるアフリカ系奴隷の労働力があって初めて可能となったものである。イングリッシュハーバー友の会が、1951年に造船所の修復を開始し、10年後に一般公開された。

## 登録基準
この世界遺産は世界遺産登録基準のうち、以下の条件を満たし、登録された（以下の基準は世界遺産センター公表の登録基準からの翻訳、引用である）。
- (2) ある期間を通じてまたはある文化圏において、建築、技術、記念碑的芸術、都市計画、景観デザインの発展に関し、人類の価値の重要な交流を示すもの。
- (4) 人類の歴史上重要な時代を例証する建築様式、建築物群、技術の集積または景観の優れた例。